# .su
.su (англ. Soviet Union) — национальный домен верхнего уровня для СССР и постсоветского пространства.
Домен продолжает использоваться, несмотря на распад Советского Союза в 1991 году.
Домен не является географическим. До 2020 года находился под управлением частной негосударственной организации «Фонд развития интернета», а вскоре после возбуждения уголовного дела по обвинению в мошенничестве в особо крупном размере против её учредителей был передан Российскому научно-исследовательскому институту развития общественных сетей (РосНИИРОС).
Код .su не входит в официальный список географических кодов стандарта ISO 3166-1, которым руководствуется IANA при выделении географических доменов, но в рамках деятельности комитета ISO 3166 этот код имеет статус исключительно зарезервированного, что гарантирует его невыделение для других целей.

## История
19 сентября 1990 года от имени Ассоциации пользователей UNIX (SUUG — Soviet UNIX User’s Group), организации, созданной в недрах Института атомной энергии им. И. В. Курчатова, руководитель одной из бригад «Демоса» Вадим Антонов зарегистрировал в базе данных InterNIC домен верхнего уровня SU (Soviet Union) для применения на территории СССР прежде всего для маршрутизации почтовых адресов массовых пользователей, писавших в Юзнет. Запись в DNS создавал студент Университета Хельсинки Петри Ойала. SUUG также предлагала вариант именования домена «.ussr». Ассоциация в последующем выполняла функции администрирования домена.
В 1993 году администрирование домена было передано Российскому научно-исследовательскому институту развития общественных сетей (РосНИИРОС).
К моменту появления домена .ru в апреле 1994 года в зоне .su было зарегистрировано несколько тысяч доменов, в начале 1994 года появились и первые вебсайты. С началом свободной регистрации доменных имён в российском домене РосНИИРОС прекратил регистрацию доменов второго уровня в зоне .su. Тем не менее, доменная зона продолжала самопроизвольно расти за счёт увеличения числа хостов.
В 2001 году РосНИИРОС заключил соглашение с «Фондом развития интернета», в соответствии с которым фонд получал право поддерживать и развивать реестр .SU, устанавливать правила регистрации доменных имен и стоимость этих услуг, а РосНИИРОС сохранял за собой функции размещения и хранения информации о доменах второго уровня на корневых серверах DNS домена .SU.
В конце 2001 года, невзирая на протесты интернет-сообщества, администраторы домена .su явочным порядком разморозили зону, предназначенную к поэтапной ликвидации, и открыли её для коммерческих регистраций.
15 декабря 2002 года регистрация доменов в зоне SU была возобновлена — сначала только для владельцев товарных знаков. В июне 2003 года «Фондом развития интернет» было объявлено о завершении периода приоритетной регистрации и начале открытой регистрации доменов в зоне .su.
В апреле 2008 года «Фонд развития интернет», выполнявший функции администратора домена .su, расширил возможности регистрации доменных имён на национальных языках в домене .su — были сняты ограничения на регистрацию доменов с префиксом xn--, что позволило вводить часть адреса в строке браузера в национальной кодировке, в том числе на русском языке.
В августе 2008 к ранее допустимым символам кириллицы были добавлены ещё 37 новых. Таким образом была реализована поддержка национальных языков народов, населяющих территорию России, а именно: алтайского, башкирского, бурятского, долганского, калмыцкого, коми, корякского, марийского, нанайского, ненецкого, осетинского, саамского (без указания долготы гласных), татарского, тувинского, удмуртского, хакасского, хантыйского, чувашского, эвенкийского, эвенского, якутского.
В конце июня 2008 года Комитетом по обслуживанию зарегистрированных кодов стран Международной организации по стандартизации (Комитет ISO3166/MA) было принято решение о переводе кода .su в категорию исключительно зарезервированных. Соответствующие изменения уже внесены в таблицу двухбуквенных кодов государств и территорий, опубликованную в качестве международного стандарта ISO 3166-1. Таким образом, код .su в этой таблице стал десятым кодом в статусе исключительно зарезервированного.

## Настоящее время
В качестве регистраторов доменов в зоне .su аккредитованы 12 российских компаний-регистраторов. Каждый регистратор имеет свои партнёрские соглашения с множеством компаний. Сам фонд не имеет никаких отношений с партнёрами регистраторов. Кроме того, РосНИИРОС обеспечивает поддержку доменных имён второго уровня в домене .su, зарегистрированных им до 1 октября 2001 года. Явным лидером по числу регистраций с момента возобновления открытой регистрации доменов в зоне .su остаётся RU-CENTER, на долю которого приходится 65 % регистраций в домене .su (по данным на июнь 2009).
Официальная цена регистрации/продления домена второго уровня в зоне .su составляет для регистраторов — 360 рублей (по 180 рублей в РосНИИРОС и «Фонд развития интернет»), для пользователей — не менее 600 рублей (с 3 декабря 2007 года).
22 сентября 2010 года домену .su исполнилось 20 лет. К этой дате было приурочено снижение цены домена .su для регистраторов до 250 рублей, что привело к снижению цены и для конечных покупателей.
29 июля 2019 года Роскомнадзор включил домен .su в национальную доменную зону. В соответствии с федеральным законодательством руководство доменами первого уровня из национальной доменной зоны должно осуществляться некоммерческой организацией, одним из учредителей которой является Российская Федерация («Фонд развития интернет» не подходил под этот критерий).
«Координацию деятельности по формированию доменных имён, входящих в группы доменных имён, составляющих российскую национальную доменную зону, осуществляет некоммерческая организация, одним из учредителей которой является Российская Федерация и которая является зарегистрированным владельцем баз данных этой зоны в международных организациях распределения сетевых адресов и доменных имён».
В 2020 году права на доменную зону .su перешли от «Фонда развития интернет» к РосНИИРОСу. Издание Meduza связывало это с уголовным делом против учредителей «Фонда развития интернет» Алексея Солдатова и Алексея Шкиттина, а также их бизнес-партнёра Евгения Антипова по обвинению в передаче чешской компании порядка 490 тысяч IPv4-адресов.
«Принадлежащий Солдатову и Шкиттину „Фонд развития интернет“ (ФРИ), был вынужден передать РосНИИРОС все права на управление доменом .su», утверждает один из собеседников «Медузы». В базе Администрации адресного пространства интернета (IANA) менеджером и администратором домена .su сейчас действительно значится РосНИИРОС, хотя на момент появления уголовного дела в отношении Солдатова администратором домена был указан ФРИ.
В 2022 году число доменов .su, наряду с .рф, выросло впервые с 2016 года. Рост составил 514, а всего доменов стало 105,9 тыс. Такую тенденцию объяснили тем, что компании искали альтернативы международным зонам.
В 2025 году в СМИ стало обсуждаться возможное закрытие доменной зоны .su. В марте 2025 года Российский НИИ развития общественных сетей (РосНИИРОС) сообщил, что «оснований для закрытия доменной зоны .su нет и никаких официальных шагов в этом направлении со стороны международного сообщества предпринято не было».

### Использование киберпреступностью
Эксперты по интернет-безопасности отмечают, что этот домен широко используется для киберпреступлений из-за нестрогих и устаревших условий использования, малоизвестности (2 % от использования зоны .ru), медленной реакции регистратора на жалобы.
Домены используются для распространения вирусов (в том числе вирусов-вымогателей), мошенничества, рассылки спама, контроля ботнетов, атак на легитимные сайты. Из зоны .ru в зону .su киберпреступники стали перемещаться с конца 2011 года из-за ужесточения правил в .ru. По некоторым оценкам, на 2013 год более половины киберпреступников бывшего СССР использовали домены .su. Домен также привлёк внимание киберпреступников остального мира, аналогично известному открытой регистрацией домену .tk (Токелау).
Одним из наиболее известных сайтов в этом домене был Exposed.su, публиковавший личную информацию с взломанных аккаунтов знаменитостей.
Правила приостановки регистрации вредоносных доменов действуют в .su с 2013 года.